# Carl Lang
Pour les articles homonymes, voir Carl Lang (écrivain) et Lang.
Carl Lang, né le 20 septembre 1957 à Vernon (Eure), est un homme politique français d’extrême droite.
Après avoir été un militant et dirigeant du Front national (FN) de 1978 à 2008, il crée en 2009 le Parti de la France (PDF) qu'il quittera en 2019.

## Biographie

### Famille et jeunesse
Jeune orphelin de père, employé de la RATP, Carl Lang, après avoir envisagé une carrière de militaire, obtient le diplôme d'État de masseur-kinésithérapeute, à l'image de son beau-père, Guy Dugrès. En 2010, après l'expiration de tous ses mandats politiques, il reprend l'exercice de ce métier dans un établissement public de santé.

### Front national
Carl Lang commence à militer au Front national en 1978, « par anticommunisme et patriotisme » et par opposition à la « droite faisandée et décadente de Giscard », jugeant à l'époque que Jean-Marie Le Pen a le potentiel pour être « un Reagan français ». Il s'engage également à la suite de l'émotion provoquée par l'assassinat de François Duprat. Il devient secrétaire départemental du parti dans l'Eure, aux côtés d'Yves Dupont.
En 1983, il est directeur de la campagne de Jean-Marie Le Pen lors des élections municipales à Paris ; c'est alors qu'il fait la connaissance de Serge Ayoub.
Il participe, avec Martial Bild, à la restructuration du Front national de la jeunesse (FNJ), qu'il dirige entre 1983 et 1986. Chargé de former les jeunes militants, le FNJ emprunte sous son impulsion aux techniques d'apprentissage du militantisme communiste, le Parti communiste français étant longtemps resté le seul mouvement à organiser une université d'été pour ses jeunes.
Également chargé du service d'ordre (SO) du parti, il devient membre du bureau politique en 1985.
En 1987, il cofonde, à Athènes et avec Martial Bild, Yves Dupont et Jean-Pierre Gendron, le Mouvement de la jeunesse d'Europe, regroupant des mouvements nationalistes, qui édite Perspectives pour l'Europe des patries. L'année suivante, après la mort accidentelle de Jean-Pierre Stirbois, il devient secrétaire général du FN.
Il déclare en 1990 : « Je suis et je reste l'homme de Le Pen. Je mets à la tête du mouvement des hommes de la génération Le Pen ».
En 1992, il est élu conseiller régional du Nord-Pas-de-Calais. La même année, il se présente aux élections sénatoriales dans le Nord mais n'est pas élu, sa liste récoltant 1,29 % des voix
Candidat aux élections législatives de 1993 dans la 1re circonscription du Nord, il n'est pas qualifié pour le second tour, avec 15,48 % des suffrages exprimés.
Il est ensuite élu, en 1994, député européen, et le reste durant trois mandats, jusqu'en 2009. Au Parlement européen, il siège parmi les non-inscrits de 1994 à 1999, puis est membre du Groupe technique des indépendants (GTI) de 1999 à 2001, puis du groupe Identité, tradition, souveraineté (ITS) en 2007, et siège de nouveau en tant que non-inscrits jusqu'en 2009.
Lors des municipales de 1995, il est élu conseiller municipal de Lille. La même année, il démissionne du secrétariat général.
Il se présente aux élections législatives de 1997, cette fois dans la 8e circonscription du Nord. Il est battu au second tour, dans le cadre d'une triangulaire, avec 17,62 % des suffrages exprimés.
En janvier 1998, il est chargé des affaires sociales dans le contre-gouvernement du FN supervisé par Jean-Claude Martinez.
Lors de la scission du FN en 1998, il est l'un des proches fidèles de Jean-Marie Le Pen ; il est alors nommé délégué général, avant de retrouver son poste de secrétaire général.
Lors de l'élection présidentielle de 2002, il assure l'animation de la campagne de Le Pen. Candidat à la députation dans la 20e circonscription du Nord en aux élections législatives concomitantes, il recueille 18,66 % des voix au premier tour, mais ne peut se maintenir au second. Lors des élections législatives de 2007, il obtient 11,60 % des voix dans la 23e circonscription du Nord.
Le 17 novembre 2008, il est suspendu du FN par le bureau exécutif, alors qu'il se présente aux élections européennes contre Marine Le Pen, « parachutée » dans sa région. Jean-Claude Martinez subit le même traitement.

### Parti de la France

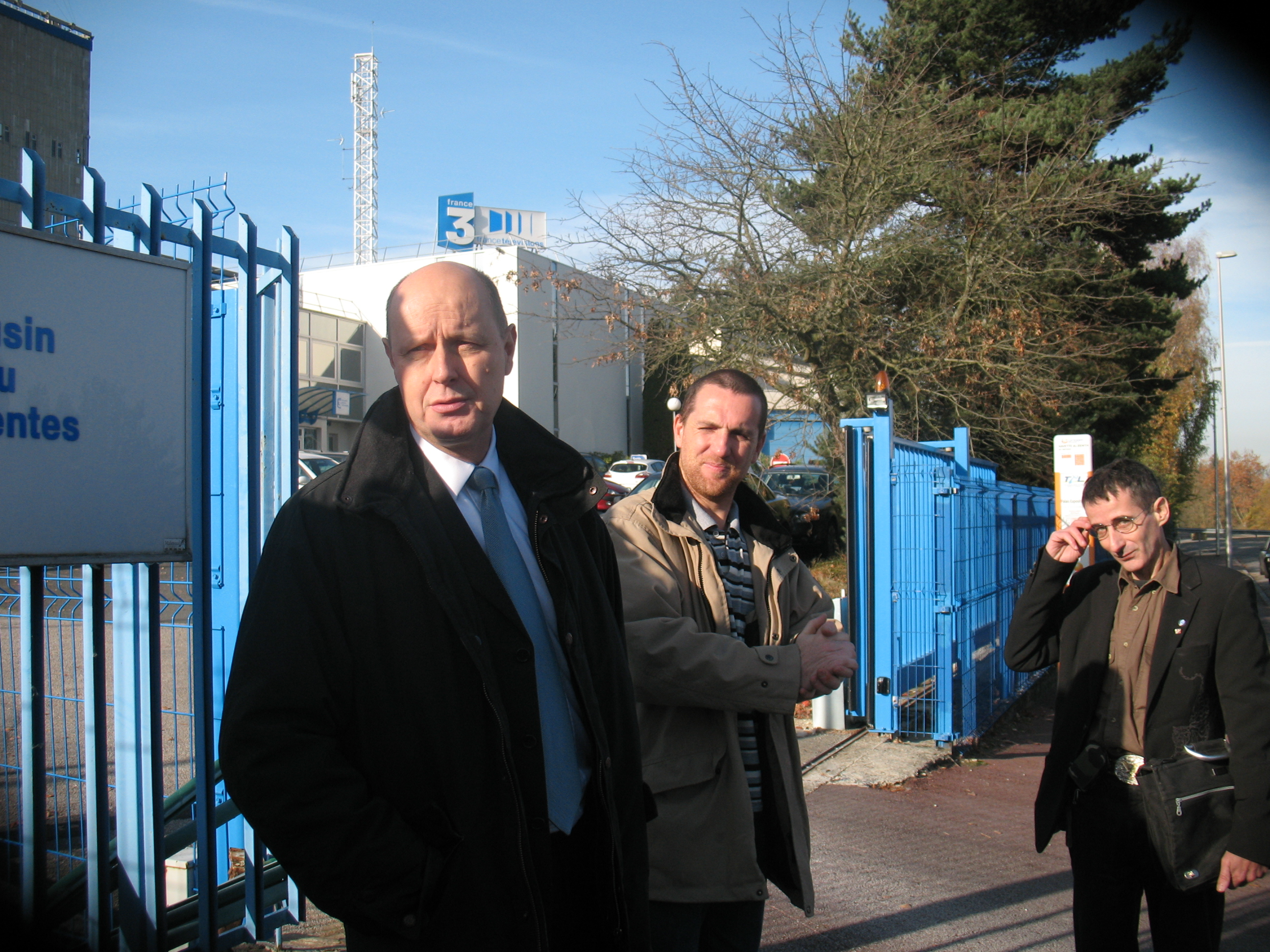
Carl Lang devant France 3 Limousin, en novembre 2011.

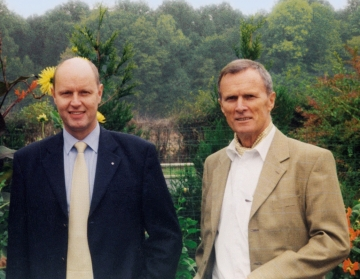
Carl Lang et Christian Baeckeroot en 2012.

Le 23 février 2009, Carl Lang fonde le Parti de la France (PDF), ralliant à lui des historiques du Front national comme Martial Bild, Martine Lehideux, Bernard Antony, Pierre Descaves, Jean-Claude Martinez, Jean Verdon, Fernand Le Rachinel, Myriam Baeckeroot, Christian Baeckeroot, ainsi qu'une quarantaine de conseillers régionaux.
En vue des élections européennes de 2009, il décide de conduire une liste dissidente au FN, en réaction à la désignation de Marine Le Pen comme tête de liste pour la circonscription Nord-Ouest, dont il est le député sortant. Le 7 juin 2009, sa liste réalise 1,52 % des suffrages.
Aux élections régionales de mars 2010, le Parti de la France présente des listes dans quatre régions et s'allie ou soutient les listes d'union des nationaux et des identitaires dans trois autres.
Le 13 septembre 2011, il annonce sa candidature à l'élection présidentielle de 2012, dans le cadre d'une coalition de partis de droite nationale, l'Union de la droite nationale (UDN), associant des membres du Parti de la France (PDF), du Mouvement national républicain (MNR), de la Nouvelle droite populaire (NDP), et soutenue par l'hebdomadaire Rivarol, de même que l'organisation des Jeunesses nationalistes (JN, groupement non électoral) et de l'Œuvre française. Il ne parvient cependant pas à recueillir les 500 parrainages d'élus nécessaires.
Dans le cadre des élections législatives de 2012, Carl Lang est candidat dans la cinquième circonscription de l'Eure, où il obtient 1,10 % des suffrages exprimés. Lors du second congrès du PDF en février 2013, il est réélu président du parti à l'unanimité. En 2014, il affirme « [conserver] un certain nombre de relations personnelles avec des dirigeants et militants du FN ».
En 2015, il renoue le contact avec Jean-Marie Le Pen. Ambitionnant d'incarner « la vraie droite » face à Marine Le Pen qu'il considère comme une « usurpatrice », il envisage de se présenter à l'élection présidentielle de 2017 (« sans conviction ») et de présenter des candidats aux élections législatives de la même année.
À la primaire des Républicains de 2016, il appelle à « confirmer au deuxième tour le rejet d’Alain Juppé qui serait le pire des candidats de la droite et du centre pour la France française », tout en présentant François Fillon comme « un homme de l'établissement politique co-responsable de la situation dramatique dans laquelle se trouve notre pays ».
Il est candidat aux élections législatives de 2017 dans la cinquième circonscription de l'Eure, où il recueille 1,09 % des suffrages exprimés.
En novembre 2019, il quitte le PDF et la Présidence de celui-ci ; Thomas Joly, seul candidat, lui succède.

### Vie privée
Marié civilement une première fois et selon un rite païen, avec une Suédoise, et père de quatre enfants, Carl Lang s'est remarié religieusement, selon le rite catholique traditionaliste, en 2008[réf. nécessaire].

## Position politique
Pascal Perrineau le situe dans la famille nationaliste.
Le Réseau d'étude, de formation et de lutte contre l'extrême droite et la xénophobie (REFLEXes) considère qu'il représente, avec Bruno Gollnisch, le courant « conservateur » du FN.

## Synthèse des mandats
- 1995-1996 : conseiller municipal de Lille
- 1994-2009 : député européen
- 1992-2010 : conseiller régional du Nord-Pas-de-Calais
  - Ancien président du groupe FN au conseil régional du Nord-Pas-de-Calais
  - Ancien président du groupe « Réunir » au conseil régional du Nord-Pas-de-Calais
- 1986-1992 : conseiller régional de Haute-Normandie

Responsabilités politiques au sein du Front national
- Adhésion au Front national en 1978, après l'assassinat de François Duprat
- Secrétaire fédéral du département de l’Eure (1978-1983)
- Directeur de campagne de Jean-Marie Le Pen en 1983 pour l’élection municipale du 20e arrondissement de Paris
- Directeur national du Front national de la jeunesse (FNJ) (1983-1986)
- Secrétaire général du FN (1988-1995)
- Vice-président chargé des Affaires sociales de 1998 à [Quand ?]
- Délégué général du FN de décembre 1998 à novembre 1999
- Secrétaire général du FN de novembre 1999 à octobre 2005
- Vice-président du FN, membre du bureau exécutif
- Élu au comité central en 1982
- Réélu en 1985, 1990, 1994, 1997, 2000, 2003
- Coopté au bureau politique en 1984
- Élu au bureau politique en 1985, réélu en 1990, 1994, 1997, 2000, 2003
- Membre du bureau exécutif du Front national

Responsabilités au sein du Parti de la France
- Président du Parti de la France (2009-2019)

## Ouvrage
- Avec Jean-François Touzé, Un chemin de résistance, Paris, Synthèse nationale, coll. « Les Bouquins de Synthèse nationale », 2017, 190 p. (ISBN 978-2-36798-043-0).